# Collytos
Collytos, écrit parfois Collytès (en grec ancien κολλητός), est un dème de l'Athènes antique. Collytos appartient à la tribu des Égéides. Selon la tradition la plus répandue, Platon y est né, et un général athénien, Thrasybule, est originaire de ce dème.
Au IIe siècle av. J.-C., un écrivain, Pompianos, prytane mentionné comme un élève de Sosigène, vient également de ce dème. 